# Nobuo Matsunaga
Nobuo Matsunaga (jap. 松永 信夫 Matsunaga Nobuo; ur. 6 grudnia 1921 w Shizuoce, zm. 25 września 2007) – japoński piłkarz, reprezentant kraju.

## Kariera klubowa
Jako piłkarz grał w klubie Nippon Light Metal.

## Kariera reprezentacyjna
W reprezentacji Japonii zadebiutował 14 marca 1954 w meczu przeciwko reprezentacji Korei Południowej. W reprezentacji Japonii występował w latach 1954–1955. W sumie w reprezentacji wystąpił w 4 spotkaniach.

## Statystyki
| Reprezentacja Japonii | Reprezentacja Japonii | Reprezentacja Japonii |
| Rok                   | Mecze                 | Gole                  |
| --------------------- | --------------------- | --------------------- |
| 1954                  | 3                     | 0                     |
| 1955                  | 1                     | 0                     |
| Razem                 | 4                     | 0                     |